# José de Ribas

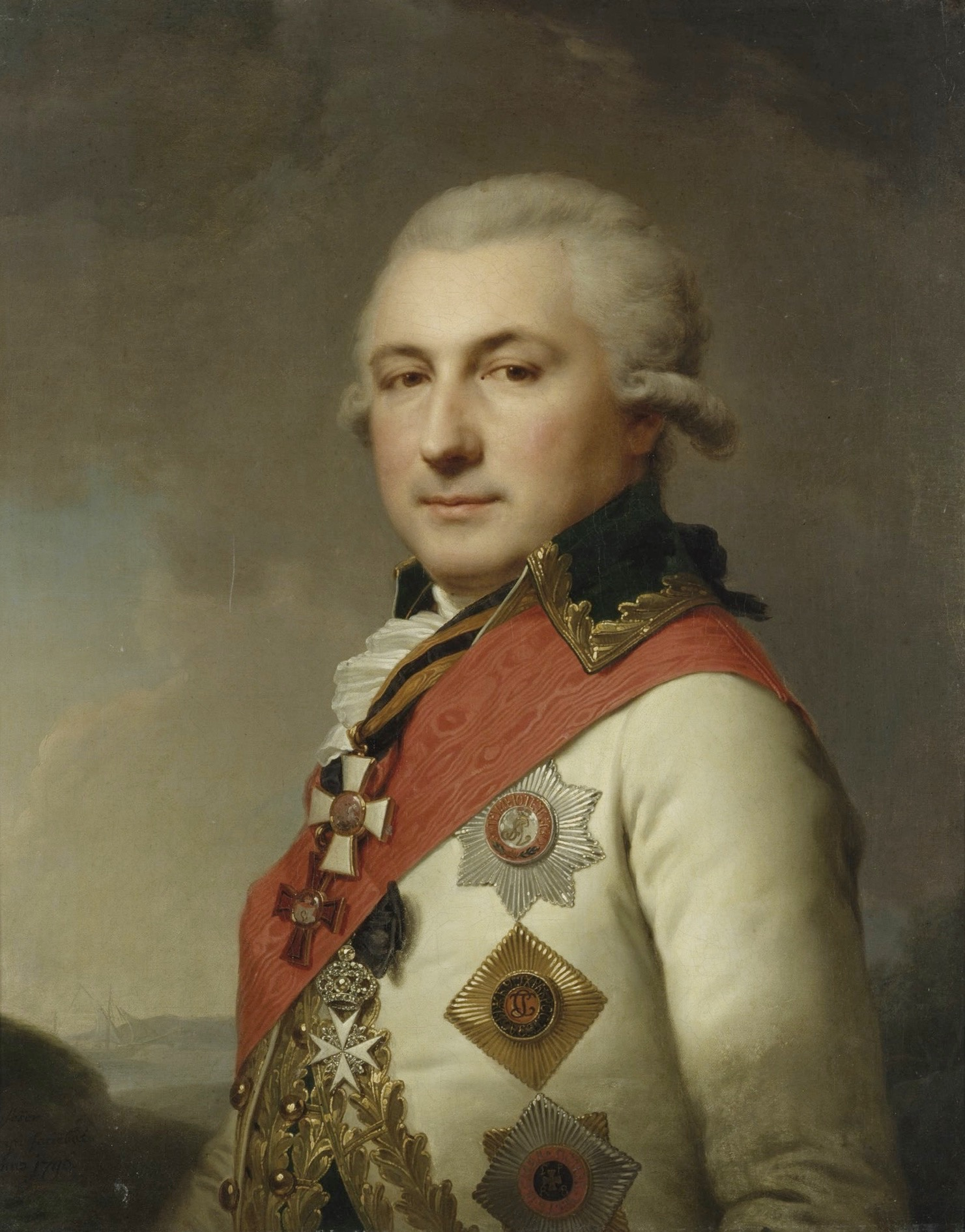
José de Ribas gemalt von Johann Baptist Lampi der Ältere, 1796. Eremitage (Sankt Petersburg)

José de Ribas y Boyons, oder Iossif Michailowitsch Deribas (russisch Ио́сиф (О́сип) Миха́йлович Дериба́с), voller Name José Pascual Domingo de Ribas y Boyons (* 6. Juni 1749 (nach anderen Quellen 1750 oder 1751) in Neapel; † 2. Dezemberjul. / 14. Dezember 1800greg. in Sankt Petersburg) war ein Adliger spanischer Herkunft und Admiral der Kaiserlich Russische Marine im Auftrag von Katharina II.
Er nahm an der Expansion des Russischen Kaiserreiches nach Südosteuropa und an das Schwarze Meer, am Russisch-Türkischen Krieg von 1768–1774 und am Krieg von 1787–1792 teil. 1794 gründete er im Auftrag von Katharina II. die Stadt Odessa. Ihm zu Ehren wurde 1811 eine Straße in Odessa Deribásovskaya Ulitsa benannt, die an seinem Denkmal beginnt.

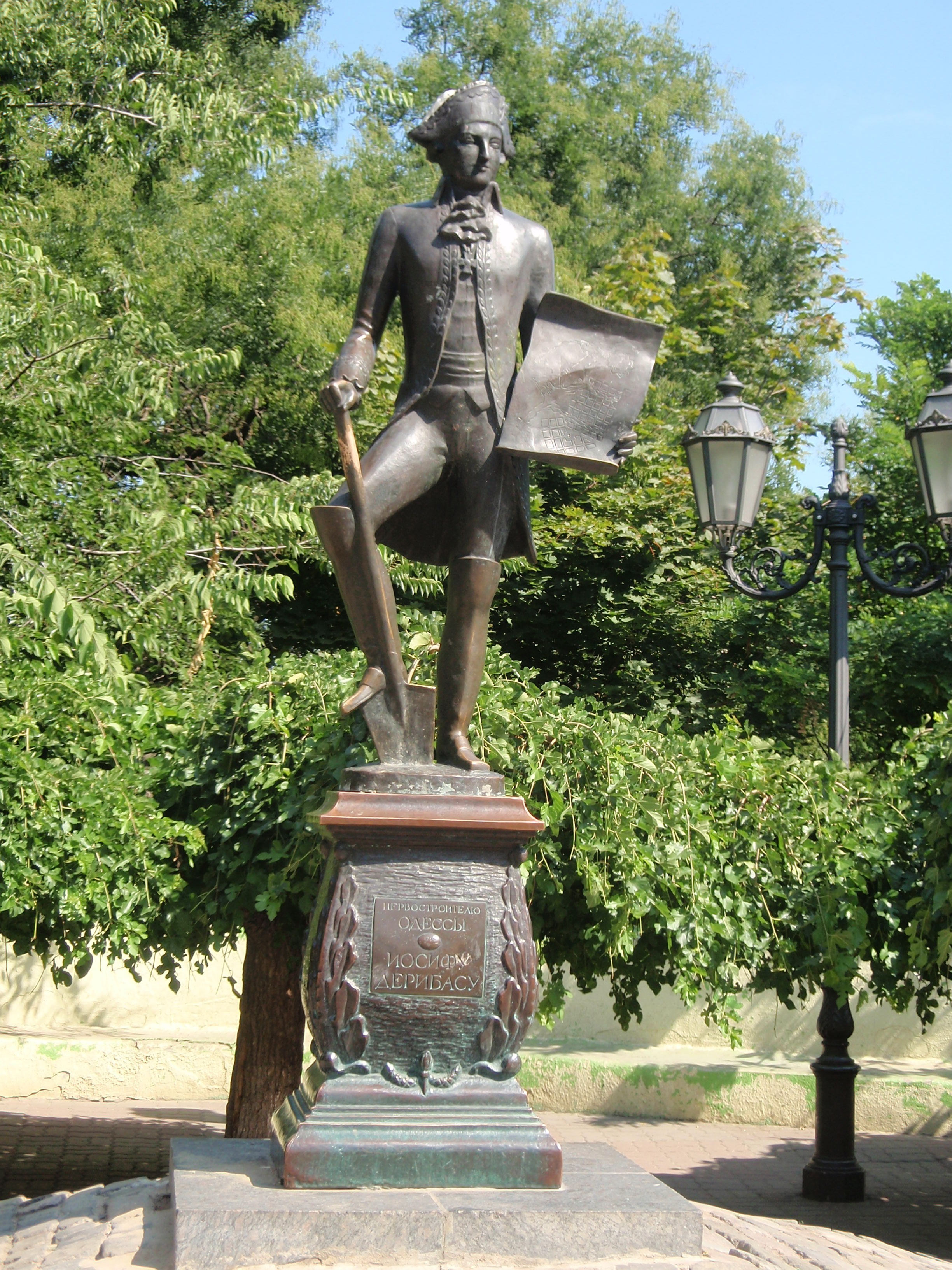
Statue von José de Ribas in Odessa am Beginn der Straße Deribásovskaya Ulitsa. Mit der rechten Hand hält er einen Spaten, in der linken Hand hält er einen Stadtplan.

## Leben
Sein Vater, Miguel de Ribas y Bouyens, stammte aus Barcelona und gehörte einer Adelsfamilie aus Katalonien an. Er diente als Marschall und Direktor des Ministeriums für Marine und Streitkräfte im Königreich Neapel. Seine Mutter, Margaret Plunkett, stammte aus Irland. Das genaue Geburtsdatum von José de Ribas ist unbekannt. Historiker sind sich einig, dass er zwischen 1749 und 1754 geboren wurde. Einige Quellen datieren das Datum auf den 6. Juni 1749, gefundene Familiendokumente datieren das Datum auf den 13. September 1751. Das Epitaph des Grabes zeigt 1750 als Geburtsjahr.
Er wurde während der hispanischen Herrschaft von 1734–1759 in Neapel geboren und war ein Polyglott, der zunächst sechs Sprachen lernte (Spanisch, Italienisch, Latein, Englisch, Französisch und Deutsch). Im Alter von 16 Jahren wurde er in die neapolitanische Garde eingezogen, in das Infanterieregiment im Rang eines Leutnants.

### Offizier der kaiserlichen russischen Armee
Mit zwanzig Jahren und im Rang eines Majors in der Armee, wird er in der Stadt Livorno dem Kommandanten der russischen Flotte im Mittelmeer und Bruder eines der Liebhaber von Kaiserin Katharina der Großen, Alexei Grigorjewitsch Orlow vorgestellt. Orlow nahm ihn als Assistenten und Dolmetscher in Dienst. Während seiner Reise nach Russland nahm José de Ribas an der Seeschlacht von Çeşme im Russisch-Türkischen Krieg von 1768–1774 teil, wo die kaiserlich-russische Flotte die osmanische Flotte versenkte.
1772 kam er in Russland an, lernte Russisch und trat im Rang eines Hauptmanns in die russische Militärakademie, das Kadettenkorps, ein. Dass er sich stets als Spanier betrachtete, geht aus der Meldebescheinigung des Korps hervor, in der er als iz ispánskij dvorián, also als «Angehöriger des spanischen Adels» bezeichnet wird.
In Sankt Petersburg nimmt er Kontakt mit dem Bauminister der Zarin, Iwan Iwanowitsch Bezkoi auf und lernt so dessen Tochter Anastasia Ivánovna Sokolova kennen, die er drei Jahre später heiratete. Die Hochzeit wurde 1776 im Katharinenpalast in Zarskoje Selo in Anwesenheit der Zarin gefeiert, die spätere Patin der beiden Töchter des Paares, Katharina und Sophia. Seine Urenkelin Katharina Dolgorukowa war die Geliebte und spätere morganatische Ehefrau von Zar Alexander II. von Russland.

### Ausdehnung des Reiches und Kriege mit den Osmanen
1783, mehr als neun Jahre nach seiner Ankunft in St. Petersburg, trat er in den Dienst des neuen Günstlings der Zarin, Fürst Grigori Potjomkin. Er wurde zum Oberst und später zum Brigadier befördert und half Potjomkin bei der Eroberung der Halbinsel Krim und beim Aufbau der künftigen Schwarzmeerflotte und ihres wichtigsten Heimathafens Sewastopol.
Nach der Wiederaufnahme des Krieges mit der Türkei (Russisch-Türkischer Krieg 1787–1792) brillierte er in der Seeschlacht an der Dnjepr-Mündung und erhielt das Kommando über die neu geschaffene Schwarzmeer-Ruderflottille, die zur Hälfte aus Kosaken bestand. Mit diesen Männern nahm er an der Belagerung der Festung von Otschakow teil und eroberte die Insel Beresan, was ihm die Beförderung zum Generalmajor einbrachte. Im Herbst 1789 startete er eine nächtliche Operation, bei der er die Ortschaft Khadjibeï (ukrainisch Коцюбіїв, türkisch Hacıbey, tatarisch Хаҗибәй) und die Küstenfestung Yení Dunyá einnahm.

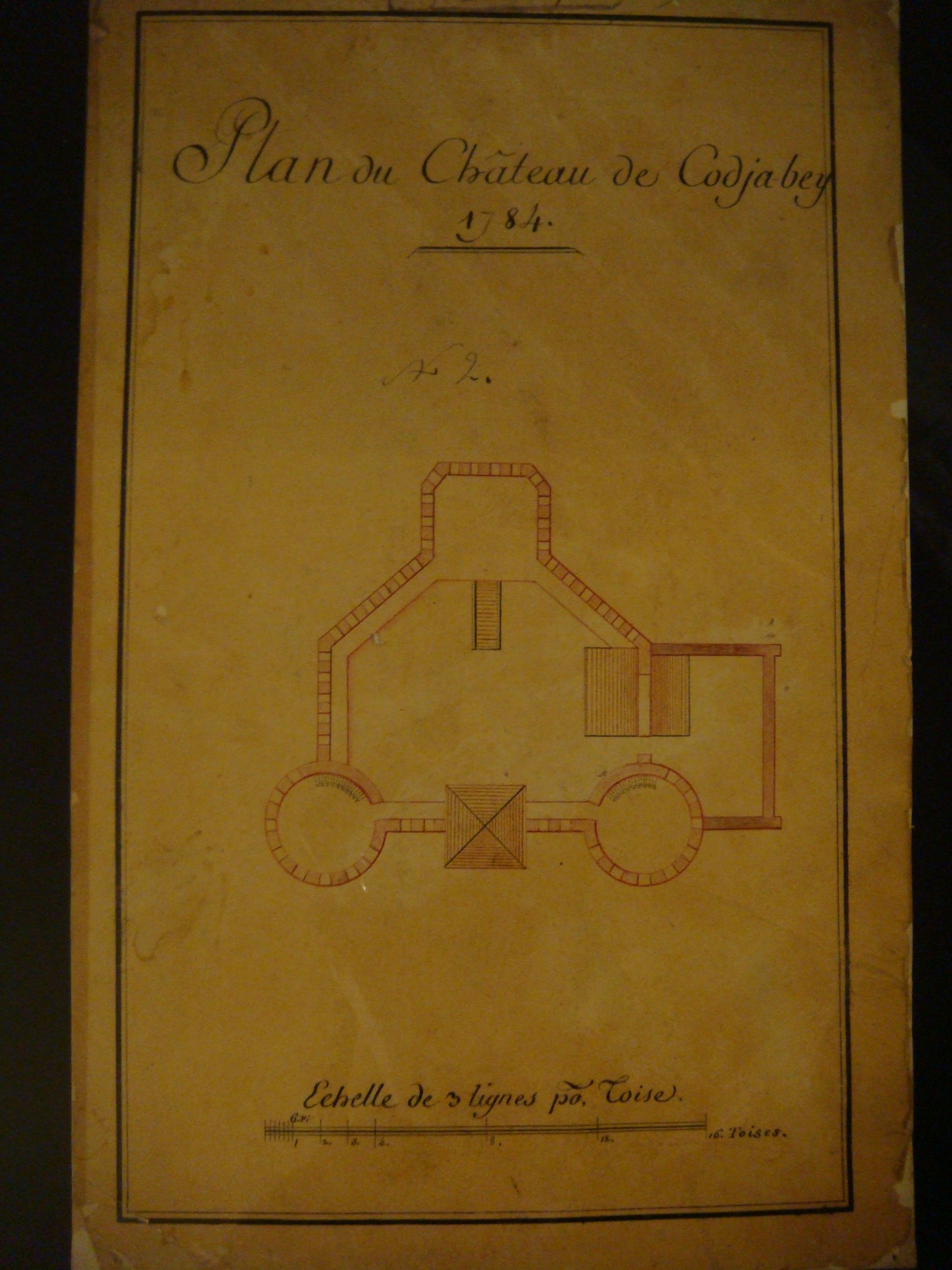
Plan der Festung, 1784

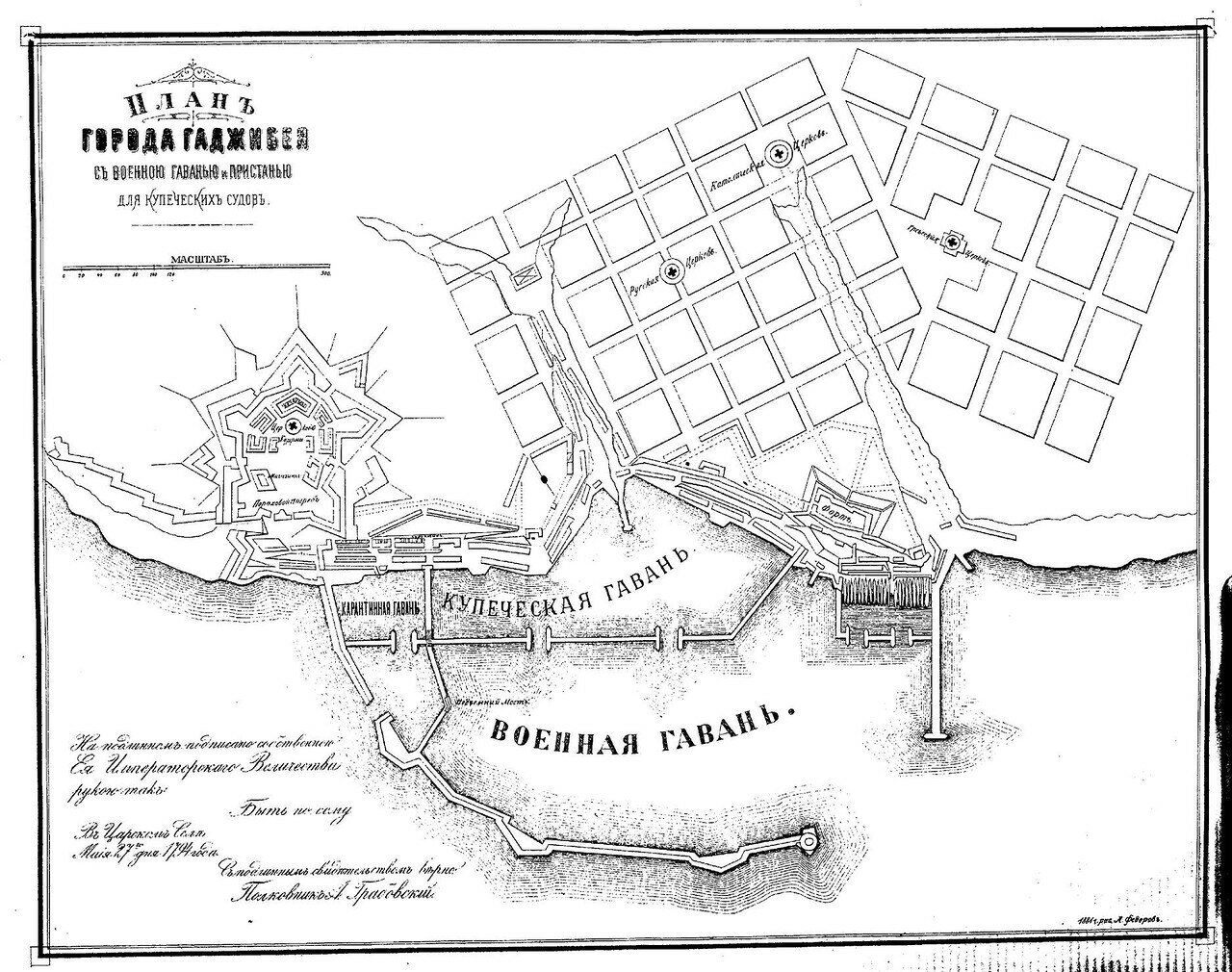
Stadtplan der zukünftigen Stadt Odessa an Stelle der Ortschaft Khadjibeï 1794. Dieser Plan ist auf der Karte, die die Statue von José de Ribas in der Hand hält, abgebildet

Ribas war sich des strategischen Potenzials der dort gelegenen Bucht für den Bau eines Militärhafens bewusst und errichtete hier später die Stadt Odessa.
Im folgenden Jahr feierte er seinen größten Triumph, als es ihm gelang, die von französischen und deutschen Ingenieuren verstärkte und als uneinnehmbar geltende Festung Ismajil einzunehmen. Ribas führte seine Flottille in die Donaumündung und flussaufwärts zur Festung und ließ dabei mehr als hundert zerstörte oder erbeutete türkische Schiffe zurück. Da er glaubte, die Festung durch einen Angriff einnehmen zu können, schmiedete er einen entsprechenden Plan. Der Rat unter dem Vorsitz von Generalleutnant Iwan Wassiljewitsch Gudowitsch beschloss jedoch, die Belagerung aufzuheben und sich zurückzuziehen. Ribas schickte Briefe an Potjomkin, die ihn davon überzeugten, seinen Mitstreiter, General Alexander Suworow, zu schicken. Mit seiner Hilfe und der von neun Kolonnen stürmten sie die Festung und nahmen sie in einem der größten Massaker des Jahrhunderts ein, was ihm einen Platz im elitären Kreis der Katharinenadler einbrachte.

### Gründung von Odessa und der Schwarzmeerflotte
1792 unterzeichnete er den Vertrag von Jassy als einer der drei von Potjomkin ernannten Bevollmächtigten für das Osmanische Reich, um den Frieden zu unterzeichnen. Darin wurde die gesamte Nordküste des Schwarzen Meeres an Russland abgetreten, Katharina beauftragte ihn in einem persönlichen Dekret mit dem Bau des späteren Odessa, den er in der Rekordzeit von zwei Jahren realisieren sollte.
1794 wurde er zum Gouverneur von Odessa ernannt. Die ersten Einwohner waren Kosaken. Um neue Siedler anzuziehen, erklärte Ribas, dass diejenigen, die sich in Odessa niederließen, keine Steuern zahlen und Land zum Bau ihrer Häuser erhalten würden. 1799 hatte die Stadt bereits mehr als 4.500 Einwohner und wurde im Laufe der Zeit zu einem der wichtigsten Häfen am Schwarzen Meer.
Mit dem Bau der russischen Schwarzmeerflotte wurde ebenfalls begonnen. Dies erweckte bei den Offizieren der russischen Marine Verdacht, die der Zarin die ungewöhnliche Tatsache vorwarfen, dass ein Soldat der Armee das Kommando über eine Flotte hatte. Catalina verstand die Beschwerde und versprach, das Problem zu lösen. In der Folge wurde Ribas zum Konteradmiral und später zum Vizeadmiral ernannt.
Nach dem Tod von Zarin Katharina II. 1796 und der Thronbesteigung ihres Sohnes als Zar Paul I. wurde Ribas von ihm nach St. Petersburg vorgeladen, um sich wegen angeblicher Unterschlagung bei der Gründung von Odessa vor Gericht zu verantworten. In der Hauptstadt gelang es Ribas, das Vertrauen des Zaren zu gewinnen, sodass die Anklage fallen gelassen und sein Eigentum und seine Ehre wiederhergestellt wurden. Paul I. behielt ihn jedoch am Hof; er kehrte nie mehr nach Odessa zurück.

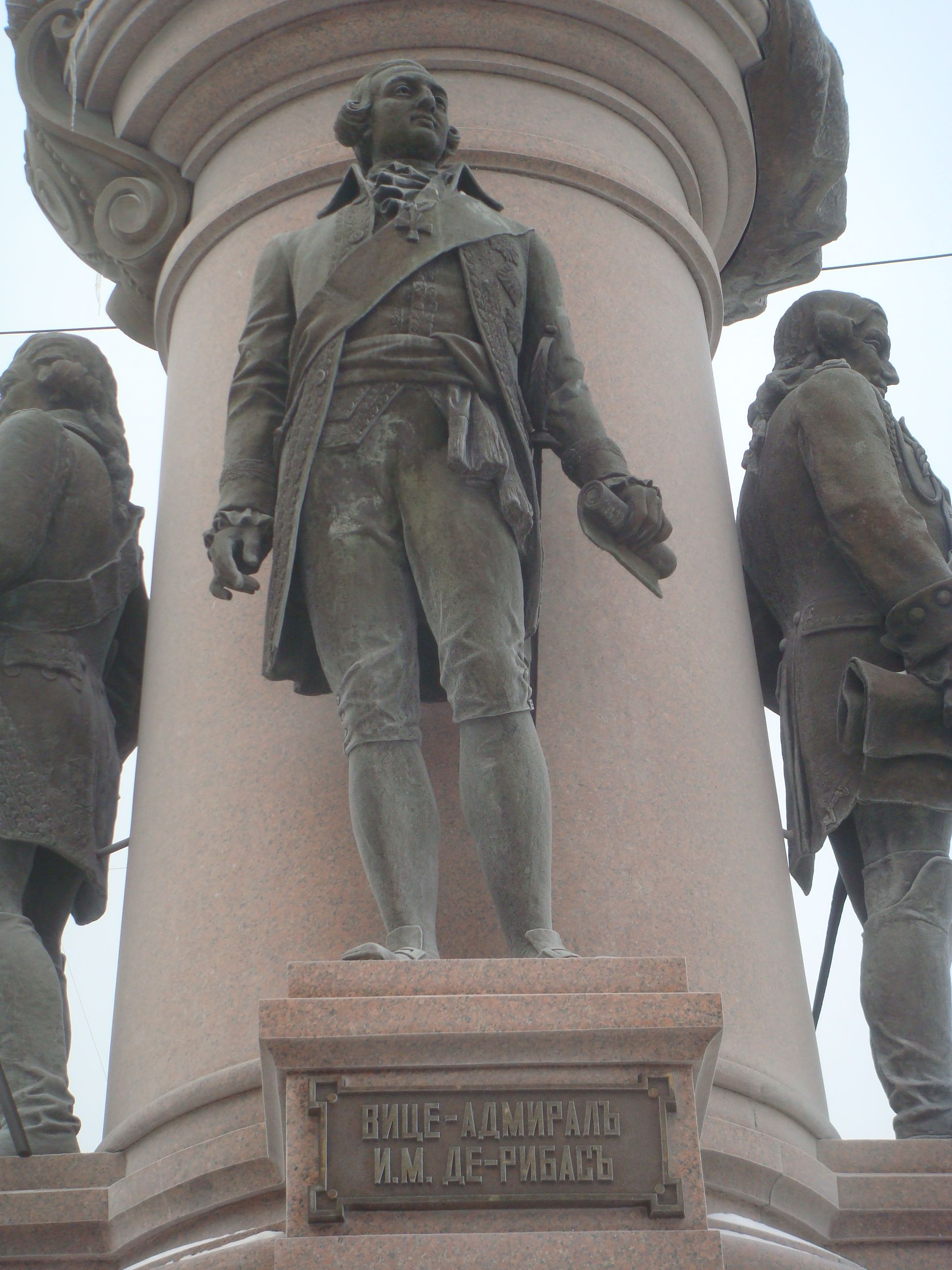
José de Ribas als einer der Gründungsväter von Odessa am Fuß des Monumentes für Katharina die Große in Odessa.

Eine der Initiativen des neuen Zaren war die Schaffung des Ministeriums für Forstwirtschaft.
Die Atmosphäre am Hof wurde durch den schwierigen Charakter von Paul I. vergiftet. Zudem hatte José de Ribas im Laufe der Jahre und des Kronwechsels einen großen Teil seiner Freundschaften verloren und befand sich zunehmend in einer schlechten Ausgangssituation. Er wurde Opfer von Palastverschwörungen, denen es gelang, ihn im März 1800 aus dem Amt zu entfernen. Infolge dieser Entlassung kontaktierte er die Kreise der Unzufriedenen mit der unberechenbaren Politik von Paul I. und konspirierte zusammen mit Vizekanzler Nikita Panin und dem Gouverneur von St. Petersburg, Peter Ludwig von der Pahlen, um einen Putsch zu inszenieren. Ziel war es, Großprinz Alexander, den Thronfolger, an die Macht bringen. Diese Pläne wurden durch eine Krankheit vereitelt, die ihn heimsuchte, ein chronisches Fieber, das er sich im Feldzug eingefangen hatte. Am 2. Dezember 1800 verstarb José de Ribas. Viele Quellen stimmen darin überein, dass er von v. d. Pahlen vergiftet wurde, aus Angst, dass er die Putschpläne verraten würde. José de Ribas ist auf dem Smolenskoe Lutheran Cemetery in Sankt Petersburg auf der Insel der Dekabristen begraben.

### Posthume Anerkennung
«Tomó una fortaleza inexpugnable y construyó una magnífica ciudad»

„Er nahm eine uneinnehmbare Festung und baute eine prächtige Stadt“

Die Hauptstraße von Odessa, Deribásovskaya Ulitsa (russisch Дерибасовская улица), ehrt seit 1811 Admiral José de Ribas. Die Sowjetregierung versuchte mehrmals, den Namen der Straße zu ändern: 1920 wurde sie nach Ferdinand Lassalle, Protagonist der deutschen Arbeiterbewegung, und 1938 nach Waleri Pawlowitsch Tschkalow, ein berühmter Testflieger und Held der Sowjetunion, benannt. Aber die Einwohner Odessas widersetzten sich der Umbenennung immer wieder, bis die Straße 1941 zu ihrem ursprünglichen Namen zurückkehrte, den sie bis heute hat.
Anlässlich des 200. Jahrestages der Gründung von Odessa im Jahr 1994 widmete ihm die Stadt eine Bronzestatue am Anfang der Straße, die seinen Namen trägt. Der Künstler ist der Bildhauer Aleksandr Knyázik aus Odessa. Die Statue stellt den Gründer José de Ribas mit einer Schaufel in der einen und einem Stadtplan in der anderen Hand dar.
Ein weiterer Hinweis auf den Gründer findet sich am Katharinendenkmal auf dem Katharinenplatz, „Katerýninskaya“. Eine der Figuren, die den Sockel schmücken, trägt einen Namen mit eindeutig spanischen Konnotationen, obwohl er in Kyrillisch geschrieben ist: „Vizeadmiral I.M. De-Ribas“.

## Auszeichnungen
- Orden des Heiligen Georg
- Orden des Heiligen Wladimir
- Orden des Heiligen Johannes von Jerusalem
- Orden des Heiligen Alexander Newski